# Pierre d'Aubusson
Pierre d'Aubusson (n. 1423, Le Monteil-au-Vicomte, Limousin, Franța – d. 3 iulie 1503, Rodos, Imperiul Otoman) a fost un cardinal și Mare Maestru al Ordinului Sfântului Ioan din Ierusalim (Cavalerii Ospitalieri), și un oponent zelos al Imperiului Otoman.
Pierre, probabil, s-au alăturat Cavalerilor Sf. Ioan în 1444 sau 1445 și apoi a plecat în Rodos.

## Tinerețea și educația
Pierre d'Aubusson s-a născut în castelul de Le Monteil (azi: Le Monteil-au-Vicomte, în departamentul francez de Creuse), fiind cel de-al cincilea fiu al lui Jean d'Aubusson.  Fratele lui mai mare, Antoine, a avut o carieră strălucită ca servior al regelui Carol al VII-lea și Ludovic al XI-lea, iar ceilalți trei frați ai săi au devenit episcopi.
Informația cu privire la tinerețe sa până în anul 1444, care a fost tipărită încă din secolul al XVII-lea, nu este de încredere, aceasta venind din imaginația fertilă a R.P. Dominique Bouhours, un iezuit care a publicat o biografie a lui Pierre d'Aubusson (Paris, Mabre-Cramoisy, 1677) la ordinul lui Marshall d'Aubusson-la Feuillade.

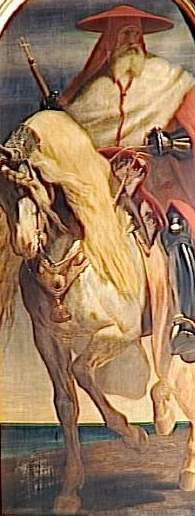
Pierre d'Aubusson călărind, pictură realizată de Edouard Odier, 1841.

## Mare Prior
Pierre d'Aubusson a fost ales "Marele Prior" a "Langue d'Auvergne" la începutul anului 1476. În iunie 1476, el a fost ales Mare Maestru al Ordinului, care a fost un asociat apropiat al unui anterior Mare Maestru, Raymond Zacosta, și responsabil pentru repararea și modernizarea fortificațiilor din orașul Rhodos, și a celorlalte castele ale Ordinului pe insulele Dodecanese, și Château Saint-Pierre (fosta Halicarnasse, azi Bodrum, Turcia).

## Asediul Rhodosului
Sultanul Mahomed al II-lea a început să amenințe Europa. În mai 1480 o flotă mare otomană a apărut înaintea Rhodosului, care transporta o armată invadatoare de circa 100.000 de oameni sub comanda lui Mesih Pasha (de origine grec pe nume Mihail Paleologul, care s-a convertit la islam, după cucerirea Constantinopolului de către turci).
Cavalerii au primit sprijin din Franța, de 500 de cavaleri și 2000 de soldați, din partea fratelui său Antoine. Asediul a durat până în august. După trei încercări nereușite împotriva orașului, forța turcă a fost obligată să se retragă, lăsând în urmă 9000 morți. Asediul, în care d'Aubusson a fost rănit de trei ori, a sporit renumele său în întreaga Europă.
Sultanul Mahomed a fost furios și ar fi atacat din nou insula, însă acesta moare în 1481. Succesiunea lui a fost disputată între fiii lui, Baiazid și Cem. Acesta din urmă, după înfrângerea sa de către Baiazid, a căutat refugiu la Rodos sub siguranța Marelui Maestru și Mănăstirea Generală a Ordinului. Rhodos nefiind considerată sigură, Cem cu propriul său consimțământ a fost trimis la Bourganeuf în Franța, unde a fost ținut sub pază de Guy de Blanchefort, nepotul lui Pierre d'Aubusson.

## Apărarea lui Cem

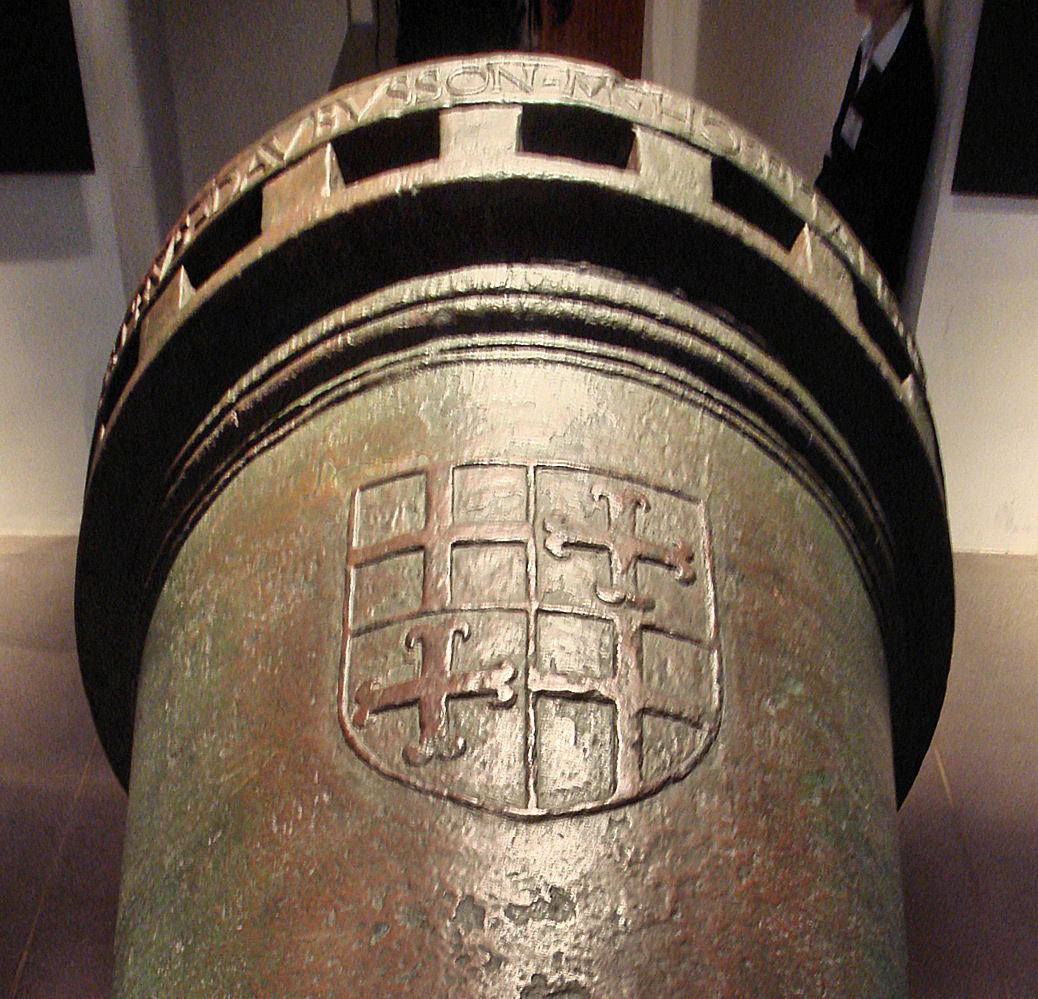
Tun folosit de către trupele lui d'Aubusson, inscripția spune: „F. PETRUS DAUBUSSON M HOSPITALIS IHER”.

D'Aubusson a acceptat o rentă de 45.000 de ducați de la Baiazid al II-lea, în schimbul cărora s-a angajat să îl păzească pe Cem în așa fel încât să-l împiedice pe acesta să facă apel la puterile creștine să-l ajute împotriva fratelui său.
Recompensa lui d'Aubusson a fost o pălărie de cardinal primită în 1489 de la Papa Inocențiu al VIII-lea, și totodată și puterea de a conferi toate beneficiile legate de Ordin, fără aprobare papală.
În plus, Ordinul Sf. Ioan a primit activele de la Ordinul Bisericii Sfântului Mormânt, care au fuzionat în Ordinul Sf. Ioan, și totodată și un număr de membrii ai Cavalerilor Sfântului Lazăr.

## Cardinalat
După primirea pălăriei de cardinal, în 1489, fiind numit cardinal diacon de S. Adriano, a fost numit și Legat a latere a întregii Asii. Nu a participat la conclavul papal din 1492, în cadrul căruia a fost ales Papa Alexandru al VI-lea. Papa Alexandru al VI-lea a eliminat custodia lui prințului Cem de sub tutela cardinalului, în anul următor, 1495, Papa acordându-i Cardinalului d'Aubusson titlul de Generalissimo (traducere: „cel mai mare general”) al armatei creștine împotriva turcilor.

## Bătrânețea
Anii rămași din viața lui d'Aubusson i-a petrecut în încercarea de a restabili disciplina și zelul în ordinul său și de a organiza o cruciadă mare împotriva turcilor. Vârsta Renașterii, cu Rodrigo Borgia pe tronul Sfântului Petru, nu a fost favorabilă pentru o astfel de întreprindere.
Moartea lui Cem în 1495 a dus practic la înlăturarea celei mai formidabile arme împotriva sultanului. Iar în 1501 d'Aubusson a condus o expediție împotriva Mytilene, a aceentuat caracterul rudimentar al ideii unei posibile cruciade. Ultimii ani s-au amărât de întristare la eșecul său, care a fost greu de compensat de succesul său în extirparea iudaismului din Rhodos, prin eliminarea tuturor evreilor adulți și forțarea botezului copiilor lor.